# Amusco
Amusco è un comune spagnolo di 456 abitanti situato nella comunità autonoma di Castiglia e León a 773 m s.l.m., nella comarca di Tierra de Campos a 20 km da Palencia, capitale della provincia di cui fa parte.

## Storia
La zona in cui si trova Amusco era abitata da popoli celtiberi assoggettati dai Romani ai quali seguirono i Visigoti e gli Arabo-Berberi. Il paese si può identificare con la località romana di nome Famusco.
Nel medioevo godette di una certa prosperità economica per la coltivazione dei cereali e per l'industria laniera e molitoria tanto che fu a capo di una coalizione difensiva di 9 comuni.
Ognuno di questi paesi si autogovernava con un proprio consiglio e doveva provvedere a fortificarsi costruendo le cinte murarie e dei rifugi sotterranei. Per procurarsi il denaro necessario venivano applicate imposte e dazi sul macinato dei mulini.
Nel 1130 Alfonso I di León confermò i privilegi di governo elargiti dai re che l'avevano preceduto e concesse il Fuero, lo statuto, che li prevedeva. Questi privilegi furono inoltre confermati dai successori fino al all'inizio del XV secolo quando Amusco fu preso in signoria dai Manrique e non fu più capo della coalizione. Da allora il paese non fu più un protagonista della sua storia che fu quella della famiglia dei duchi Manrique de Lara della Castiglia e poi della Spagna.
Oggi il paese vive di agricoltura e allevamento del bestiame.

## Monumenti e luoghi d'interesse
Sono diversi i monumenti degni di attenzione: la chiesa di San Pedro dei secoli XVI-XVII costruita sopra i resti di una chiesa precedente, la Ermita de Nuestra Señora de las Fuentes romanica dei secoli XII-XIII. La Sinagoga del XIV secolo seminterrata perché in Castiglia vigeva la legge che vietava ai luoghi di culto non cristiani di superare in altezza le chiese. La sinagoga di notevoli dimensioni dimostra l'importanza della numerosa comunità ebraica residente ad Amusco nel Medio Evo. Oggi, restaurata ed opportunamente adattata è stata trasformata in ristorante.

## Dintorni
A 7 km Monzón de Campos con un castello adattato ad albergo, a 12 km Frómista antica cittadina già tappa del Camino de Santiago, a 30 km Carrión de los Condes borgo dal passato glorioso, dai molti monumenti e importante tappa del Camino.

## Feste
Festa di San Pietro il 29 giugno, di N.tra S.ra de Nieves il 16 agosto, festa dei pastori
l'8 settembre, festa dei coscritti il terzo fine settimana di febbraio.